# The Naked
The Naked var et københavnsk indie-rock orkester som eksisterede fra slutningen af 1980'erne og gik i opløsning i 1999. Orkesteret startede som Naked Lunch, optrådte senere under navnet Naked for at ende som The Naked.
The Naked introducerede den eksperimentelle, støjende og forvrængede lyd fra den daværende amerikanske og britiske indierock til den Københavnske musikscene, inspireret af post-punk bands som Sonic Youth, Swans, My Bloody Valentine og Loop. Senere bevægede bandet sig i en mere introvert retning.
Bandets andet album, Pass Out, var produceret af Chris Brokaw fra Come og Codeine. The Naked spillede sammen med Come på bandets nordeuropæiske tourne i 1998. Steen Jørgensen (Sort Sol) sang lead-vokal på en sang fra bandets 1997 EP, Some Kind Of Beautiful. 
Efter opløsningen forsatte de fleste medlemmer i Ensemble Orlando.

## Diskografi
- All The Good Things Are Gone (CD, 1994, AGM Music)
- Pass Out (CD, 1996, Crunchy Frog)
- Some Kind Of Beautiful (10" EP, 1997, Crunchy Frog)
- How Could One Ever Think Anything's Permanent (CD, 1999, Purderous Magina Records)

### Opsamlinger
- Children Of The Night – a Roky Erickson tribute (LP, 1997)
- A Decade Of Crunchy Frog Music Arkiveret 10. marts 2005 hos  Wayback Machine (2xCD, 2004, Crunchy Frog)